# Beleg van Maiozamalcha

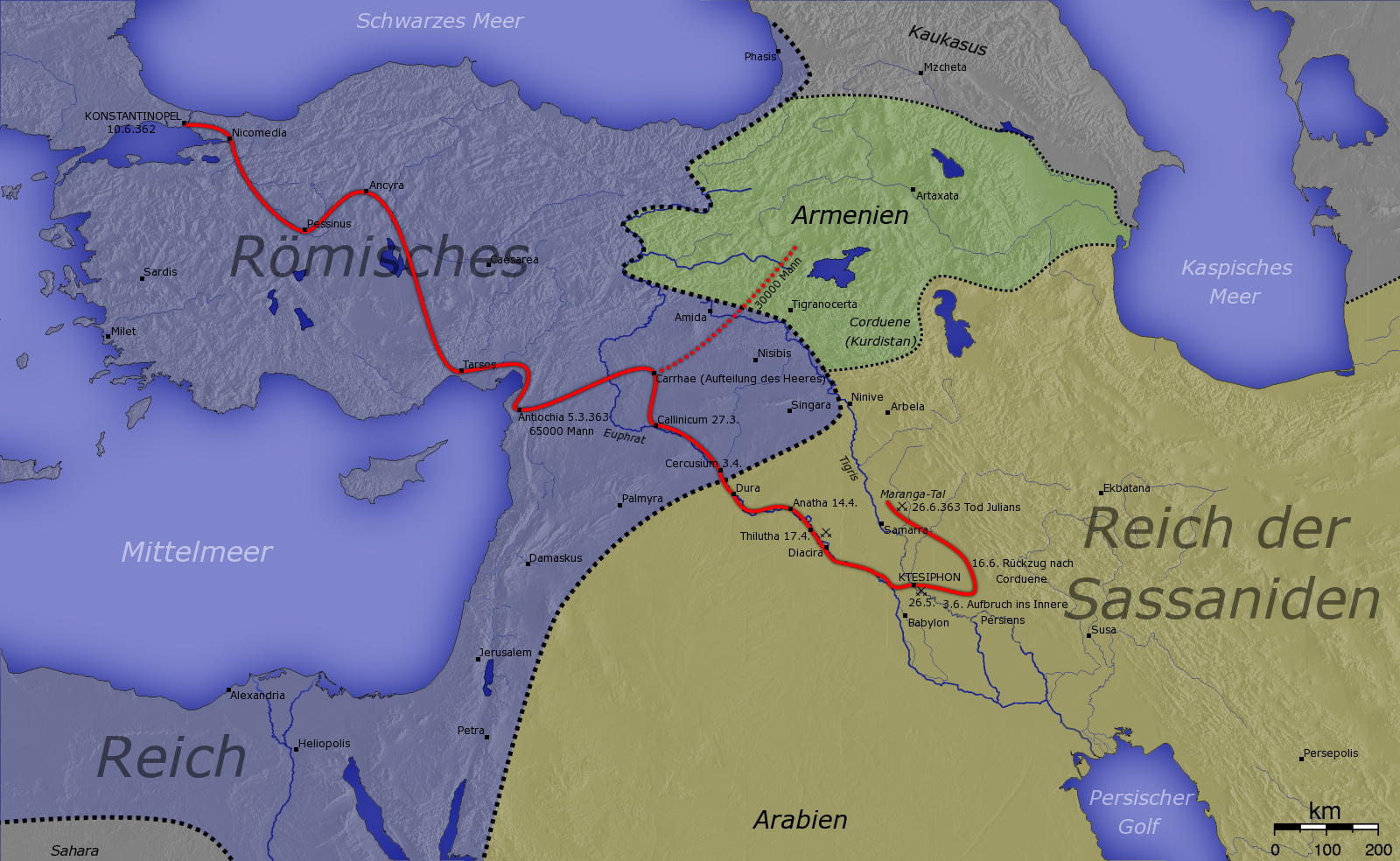
Kaart met daarop het verloop van de veldtocht van Julianus tegen het Perzische Rijk.

Tijdens het Beleg van Maiozamalcha in 363 viel het Romeinse leger onder keizer Julianus de stad Maiozamalcha binnen, plunderden de stad en vernietigden ze, voor ze verder optrokken tegen de Sassanidische hoofdstad Ctesiphon. 

## Achtergrond
In 363 viel de Romeinse keizer Julianus het grondgebied van de Sassanidische koning Sjapoer II binnen, in de hoop om de Romeinse nederlagen van zijn voorganger Constantius II te wreken en zelf roem te halen door iets te doen wat nog nooit eerder was gedaan door een Romein: de onderwerping van het oosten. Hij verzamelde zijn leger bij Carrhae in de Romeinse provincie Mesopotamia. Hierna verdeelde Julianus zijn leger. Terwijl er een deel van het leger (30 000 volgens Ammianus Marcellinus) naar het noordoosten gestuurd werd onder zijn neef Procopius en Sebastianus om Arsaces II van Armenië te helpen en om daarna langs de Tigris naar Ctesiphon te gaan; Julianus zelf drong met een groter leger (65 000) door in Assyrië in het zuiden, waarbij hij langs de Eufraat marcheerde vanaf Callinicum met dezelfde bestemming: Ctesiphon. Hij stak de grens over bij Circesium, waar hij een groot detachement achterliet (10 000). Omdat Sjapoer verrast was door de snelheid en grootte van het leger van Julianus, kon hij niet op tijd een leger verzamelen om Assyrië te verdedigen. Julianus ervoer hierdoor zo goed als geen tegenstand bij zijn mars door de provincie. Cavalerie viel soms zijn flanken aan, en de dijken en kanalen werden opengezet om het land onder water te zetten. Deze obstakels werden echter overwonnen; Anah capituleerde; Macepracta werd onderworpen; Pirisabora werd vernietigd en geplunderd. Julianus bereikte de muren van Maiozamalcha, een sterk verdedigde plaats op ongeveer 18 km van de Perzische hoofdstad: Ctesiphon.

## Het beleg
De formidabele verdedigingen en het sterke garnizoen van het fort Maiozamalcha, maakte Julianus nog meer vastbesloten om het in te nemen. Julianus had veel katapulten en belegeringswerktuigen meegenomen bij zijn mars door Assyrië, maar de Romeinse keizer gebruikte hen tevergeefs tegen de schijnbaar onneembare fortificaties; de frontale aanval bleek echter maar een afleidingsmanoeuvre te zijn. Terwijl de aanval op de muren teruggedreven werd door de forse Perzische tegenstand, werd een gang gegraven onder de muren van de stad, waardoor 1500 uitgekozen soldaten in het hart van de stad kwamen. De stad werd onmiddellijk van binnenuit ingenomen en er werd geen genade getoond voor de verbaasde verdedigers en bevolking, die voor de val van de stad Julianus' leger en bondgenoot, de afvallige prins van het Perzische koninklijke huis, Hormisdas, beledigd had.

## Nasleep
Er werden beloningen gegeven aan de dapperste soldaten, zoals het vroegere gebruik. De naburige paleizen en tuinen van de Perzische monarchie werden geplunderd en in brand gestoken, en de hoofdstad, Ctesiphon, lag nu open voor Julianus. Uiteindelijk draaide het beleg van deze stad uit op niets, hoewel Julianus de Tigris overstak en de Perzen versloeg in een veldslag voor hij zich terugtrok van voor de muren van de Sassanidische hoofdstad. Het feit dat het al laat in het veldtochtenseizoen was, de weer oplevende soldaten van Sjapoer, en het verraderlijke advies van een gevangengenomen Pers, waardoor de bagage en de riviervloot in brand werd gestoken, zorgden ervoor dat Julianus' positie onhoudbaar werd. Ook was het noordelijke leger er niet in geslaagd om zich aan te sluiten en de expeditie eindigde in een ramp na Julianus' dood tijdens de terugtocht.